# 訃報 2002年8月
訃報 2002年8月（ふほう 2002ねん8がつ）では、2002年（平成14年）8月中に物故した、又は物故が報じられた人物についてまとめる。

## （1日 - 15日）

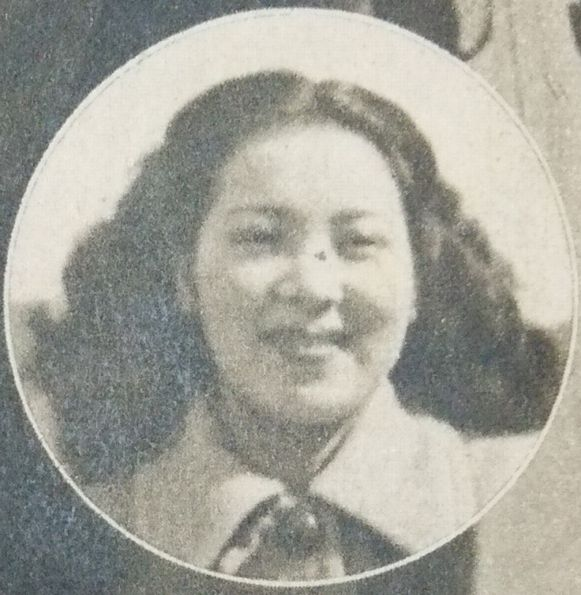
日高澄子／8月1日没

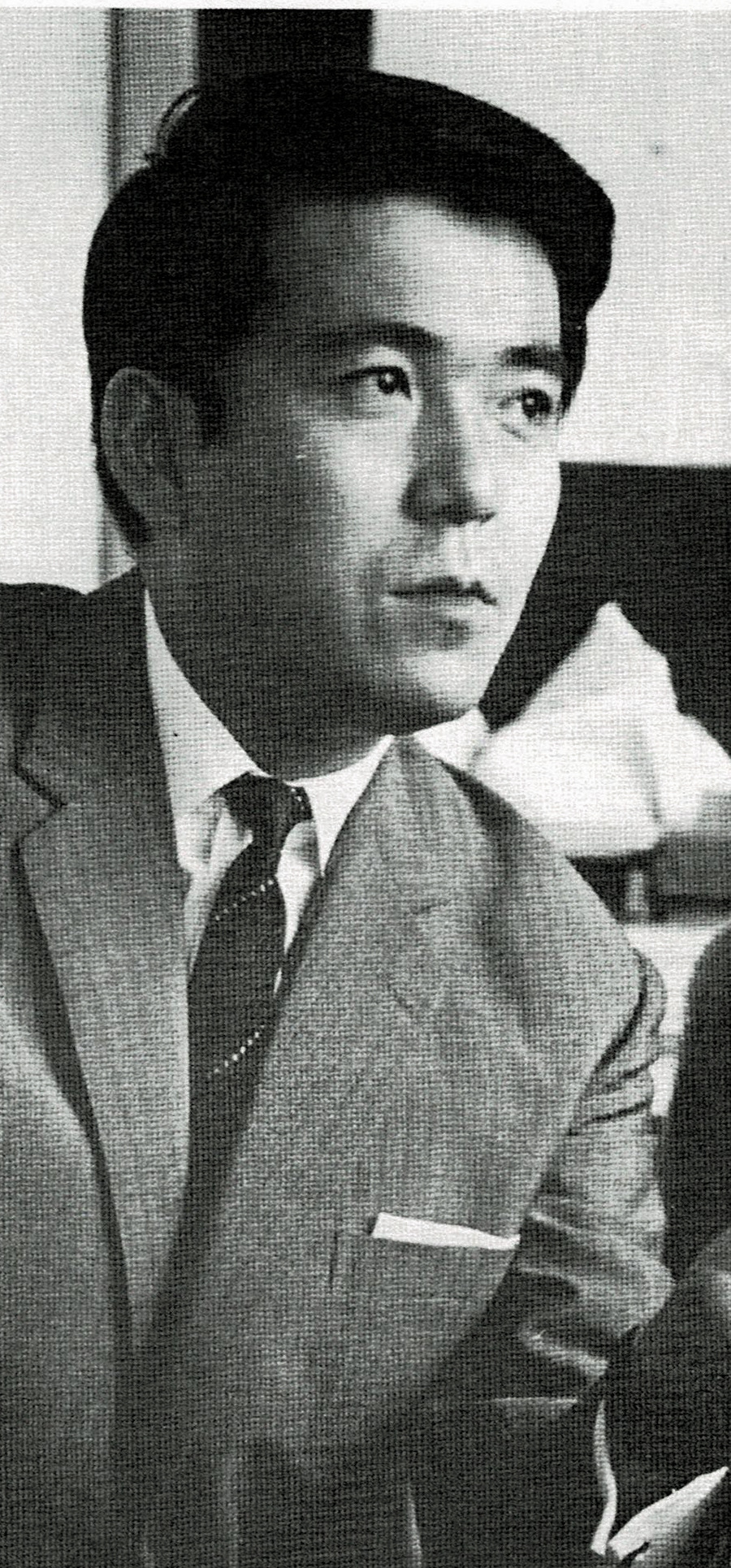
御木本伸介／8月5日没

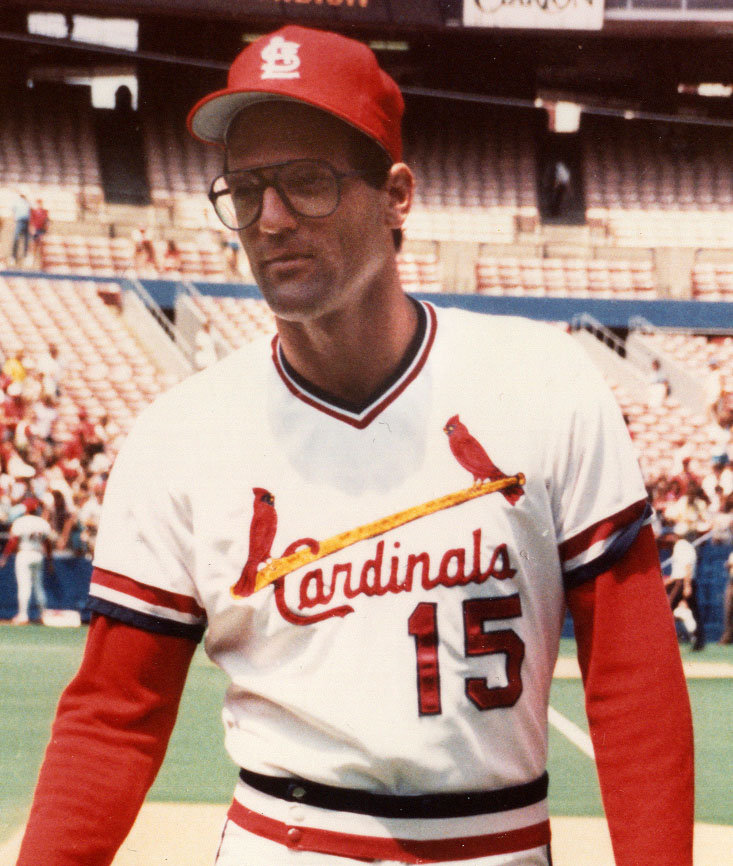
ダレル・ポーター／8月5日没

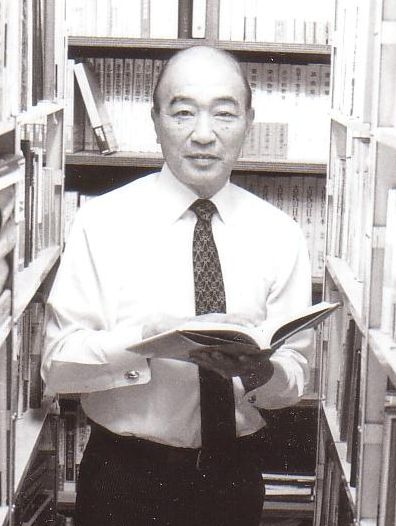
林知己夫／8月6日没

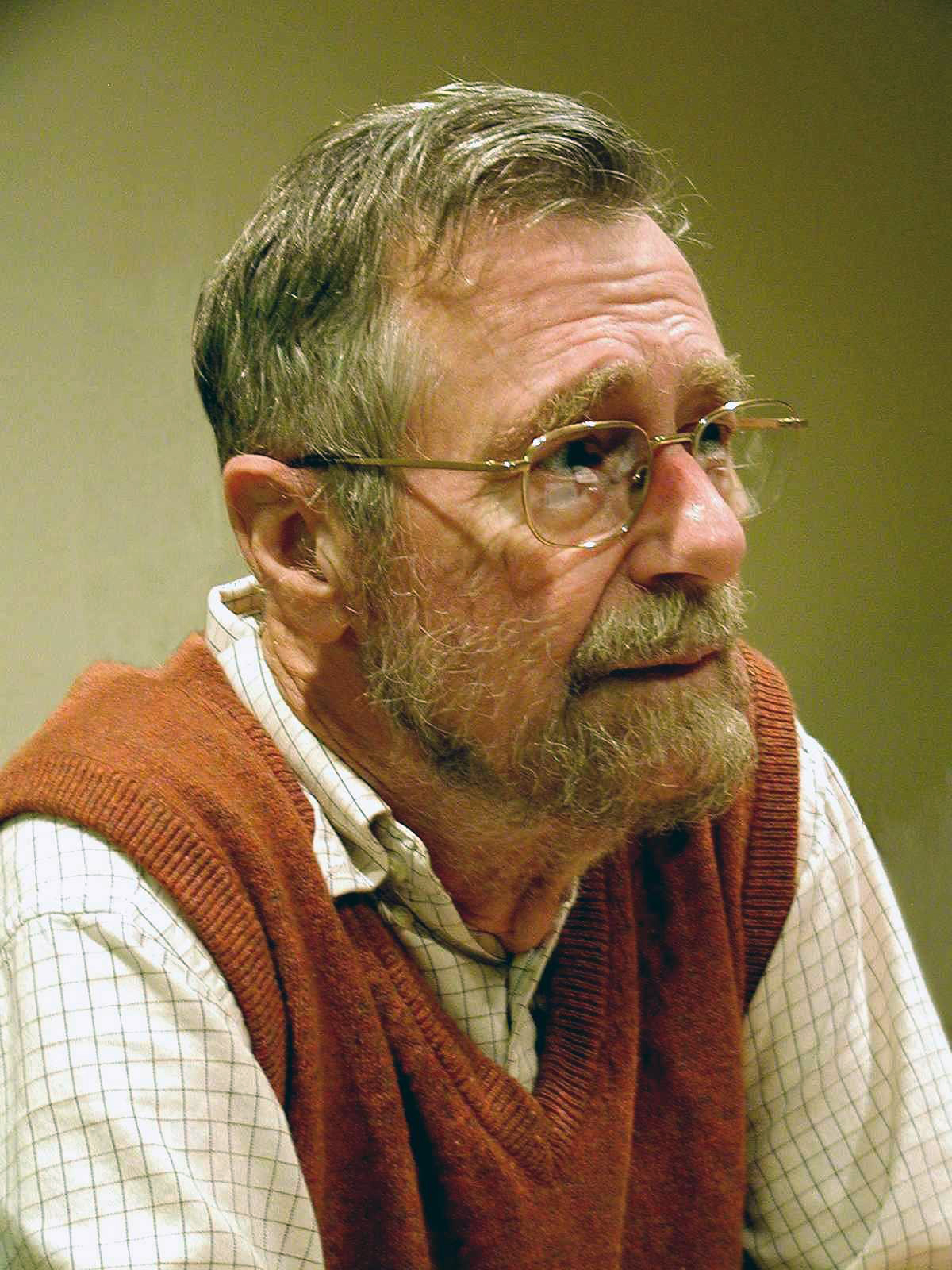
エドガー・ダイクストラ／8月6日没

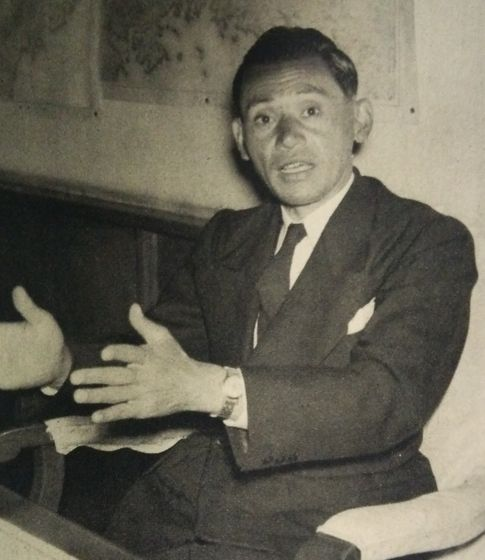
田中覚／8月10日没

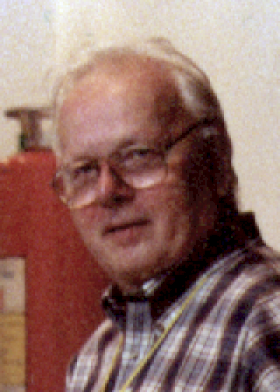
クリステン・ニゴール／8月10日没

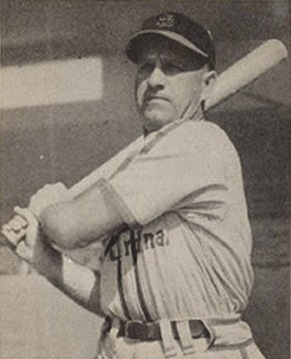
イーノス・スローター／8月12日没

- 8月1日 - 日高澄子、女優（* 1923年）
- 8月1日 - 伊藤義博、東北福祉大学助教授、アマチュア野球指導者（* 1945年）
- 8月1日 - 日高真也、脚本家（* 1921年）
- 8月1日 - テオ・ブルース、陸上競技選手（* 1923年）
- 8月2日 - 渡辺茂、作曲家・教育者（* 1912年）
- 8月3日 - 伊藤信吉、詩人・近代文学研究者（* 1906年）
- 8月4日 - 野村泰治、アナウンサー（* 1922年）
- 8月4日 - 猪瀬征次郎、政治家（* 1914年）
- 8月4日 - 道上伯、柔道家（* 1912年）
- 8月5日 - 御木本伸介、俳優（* 1931年）
- 8月5日 - ダレル・ポーター、メジャーリーガー（* 1952年）
- 8月5日 - 米田栄作、詩人（* 1908年）
- 8月6日 - 林知己夫、統計学者（* 1918年）
- 8月6日 - エドガー・ダイクストラ、情報工学者（* 1930年）
- 8月6日 - ジャン・ソヴァニャルグ、政治家・外交官（* 1915年）
- 8月6日 - 政木和三、発明家・科学者（* 1916年）
- 8月8日 - 降旗武彦、経営学者（* 1922年）
- 8月9日 - メレディス・ガードナー、言語学者・暗号解読者（* 1912年）
- 8月10日 - 田中覚、政治家、元三重県知事・衆議院議員（* 1909年）
- 8月10日 - ドリス・ウィッシュマン、映画監督（* 1912年）
- 8月10日 - クリステン・ニゴール、情報工学者（* 1926年）
- 8月11日 - 鈴木共子、ヴァイオリニスト（* 1920年）
- 8月12日 - イーノス・スローター、プロ野球選手（* 1916年）
- 8月13日 - 九重年支子、発明家・実業家（* 1904年）
- 8月13日 - 由美あづさ、女優（* 1925年）
- 8月14日 - ピーター・R・ハント、映画監督（* 1925年）
- 8月14日 - 河野扶、洋画家（* 1913年）

## （16日 - 31日）

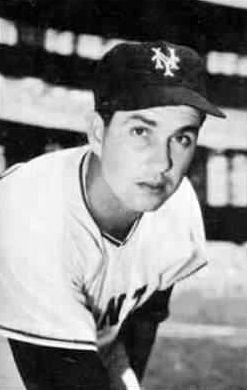
ホイト・ウィルヘルム／8月23日没

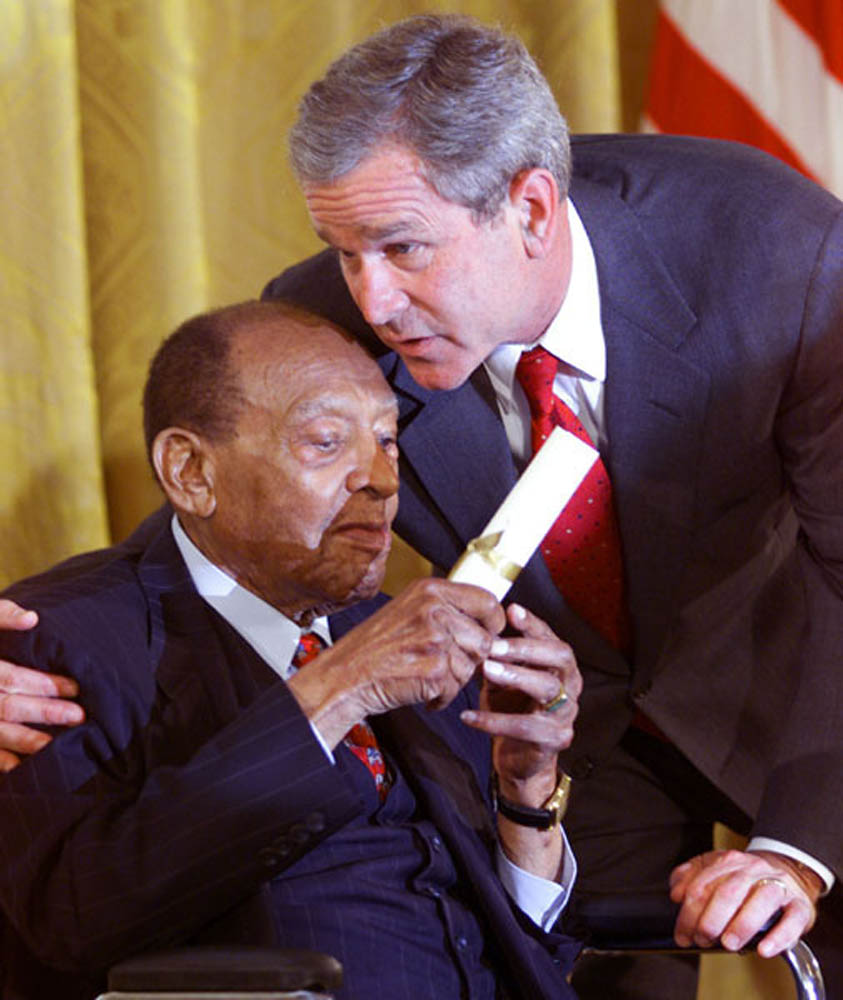
ライオネル・ハンプトン（左）／8月31日没

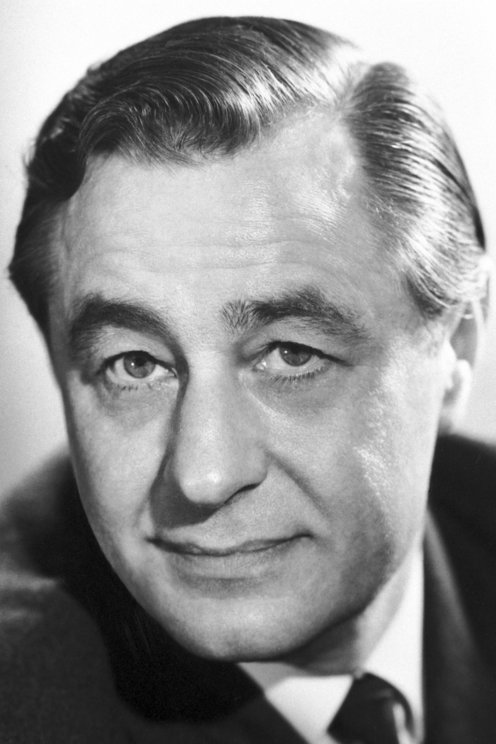
ジョージ・ポーター／8月31日没

- 8月16日 - アブ・ニダル、パレスチナ解放機構幹部（* 1937年）
- 8月16日 - ジェフ・コーリー、俳優（* 1914年）
- 8月16日 - 左近友三郎、官僚・経営者（* 1921年）
- 8月19日 - 﨑田隆夫、内科医・医学者（* 1920年）
- 8月19日 - エドゥアルド・チリーダ、彫刻家（* 1924年）
- 8月19日 - 引田英雄、映画監督（* 1931年）
- 8月21日 - 望月達夫、登山家（* 1914年）
- 8月23日 - ホイト・ウィルヘルム、メジャリーグベースボール選手（* 1923年）
- 8月23日 - 武上四郎、元プロ野球選手・監督（* 1941年）
- 8月24日 - 伏見冲敬、書家・篆刻家・中国文学者（* 1917年）
- 8月27日 - ジネット・ドワイアン、ピアニスト（* 1921年）
- 8月29日 - 高秀秀信、官僚、政治家、元横浜市長（* 1929年）
- 8月29日 - 小川原脩、画家（* 1911年）
- 8月29日 - 澤田三郎、政治家（* 1908年）
- 8月29日 - 根本正良、海軍軍人（* 1920年）
- 8月29日 - 本城和彦、建築家・都市計画家（* 1913年）
- 8月30日 - J・リー・トンプソン、映画監督（* 1914年）
- 8月31日 - ライオネル・ハンプトン、ジャズヴィブラフォン奏者（* 1908年）
- 8月31日 - ジョージ・ポーター、化学者（* 1920年）